# 布萊德利·庫柏
布萊德利·查爾斯·庫柏（英語：Bradley Charles Cooper，1975年1月5日—），美國男演員及導演。知名代表作角色為《醉後大丈夫》的菲爾，電視影集《雙面女間諜》的威爾，喜劇電影《婚禮終結者》的塞克和影集《整形春秋》的艾丹史東。2010年出演電影《天龍特攻隊》的小白（Templeton "Face" Peck）。
库珀以2012年爱情片《乌云背后的幸福线》和2014年战争传记片《美国狙击手》获得奥斯卡最佳男主角提名，以及2013年犯罪喜剧片《美国骗局》获得奥斯卡最佳男配角提名。2018年導演及演出《星夢情深》，此片亦獲第91屆奧斯卡金像獎包括最佳電影在內8個提名，他也藉此第三次獲最佳男主角提名、合作單曲也榮獲葛萊美獎最佳流行組合／團體表演獎。五年後再憑著自編自導自演的《大師風華：真愛樂章》獲第96屆奧斯卡金像獎7項提名，也第四度獲最佳男主角提名。

## 生平
布萊德利·庫柏出生於賓夕法尼亞州費城，母親葛莉雅（Gloria）是意大利裔美國人，父親查理（Charlie）則是愛爾蘭裔美國人。1993年當地中學畢業後，就讀維拉諾瓦大學成為一年级生，隨後轉學至喬治城大學英語系，1997年完成學業。之後搬到紐約，並就讀新學院大學表演創作所的藝術碩士學位。
2006年12月30日與女演員珍妮弗·艾斯波西多舉行小型婚禮。四個月後這場婚姻關係宣告破裂，目前現已離婚。2007年10月，謠言庫柏和女演員卡麥蓉·狄亞傳緋聞，被媒體拍到兩人成雙出沒紐約。2007年亦與女演員珍妮佛·安妮斯頓約會，且在2009年5月目睹兩人出現在珍妮佛的新片《追愛自由行》派對上。

## 事業
布萊德利·庫柏演藝生涯開始於1998年電視影集《慾望城市》。2000年主持由「寂寞星球」公司製作的旅遊節目《勇闖天涯》，且在2001年首部出演電影《哈拉夏令營》。在此之前，他最知名的角色是賣座電視劇《雙面女間諜》的威爾·蒂賓（Will Tippin）。2003年離開劇組後，曾二度以友情客串回到本劇，且同年亦在電視實境短片系列《Miss Match》客串。
庫柏在ABC電視台自製電影《哈啦萬人迷》演出，亦出現在WB電視網的《Jack & Bobby》。2005年他在當紅喜劇《婚禮終結者》嶄露頭角，且出演2006年電影《賴家王老五》飾演馬修·麥康納的好友角色。庫柏在福斯廣播公司的情景喜劇《廚房秘事》首次擔綱主角，根據知名廚師安東尼·波登回憶錄《廚房機密檔案：烹飪深處的探險》所改編的影集，不過因收視不佳而結束。
2006年3月，庫柏首度演出百老匯，與茱莉亞·羅勃茲和保羅·路德合演《三日雨》（Three Days of Rain）。
2007年庫柏演出《整形春秋》第五季，飾演科幻節目的電視偶像艾丹·史東（Aidan Stone）。2008年古柏亦在金·凱瑞主演喜劇電影《沒問題先生》擔任男配角。2009年2月，庫柏主持《周六夜現場》隨同音樂嘉賓TV on the Radio樂團。2009年在愛情喜劇《他其實沒那麼喜歡你》與眾多好萊塢大牌明星一同演出，且在同年暑期檔主演電影《醉後大丈夫》達到演藝高峰。在幕後採訪表訴他曾想飾演《自由大道》中詹姆斯·弗朗科所詮釋的角色。

## 外部連結
- 布萊德利·庫柏在互联网电影资料库（IMDb）上的資料（英文）
- 互聯網百老匯資料庫（IBDB）上布萊德利·庫柏的資料（英文）
- 《查理·罗斯访谈录》上的布萊德利·庫柏
- WorldCat 聯合目錄中布萊德利·庫柏的著作或與之相關的著作
- Notable Names Database上的布萊德利·庫柏